# Assalsee (Dschibuti)
Der Assalsee (französisch Lac Assal) ist ein endorheischer Salzsee in dem ostafrikanischen Staat Dschibuti.

## Beschreibung

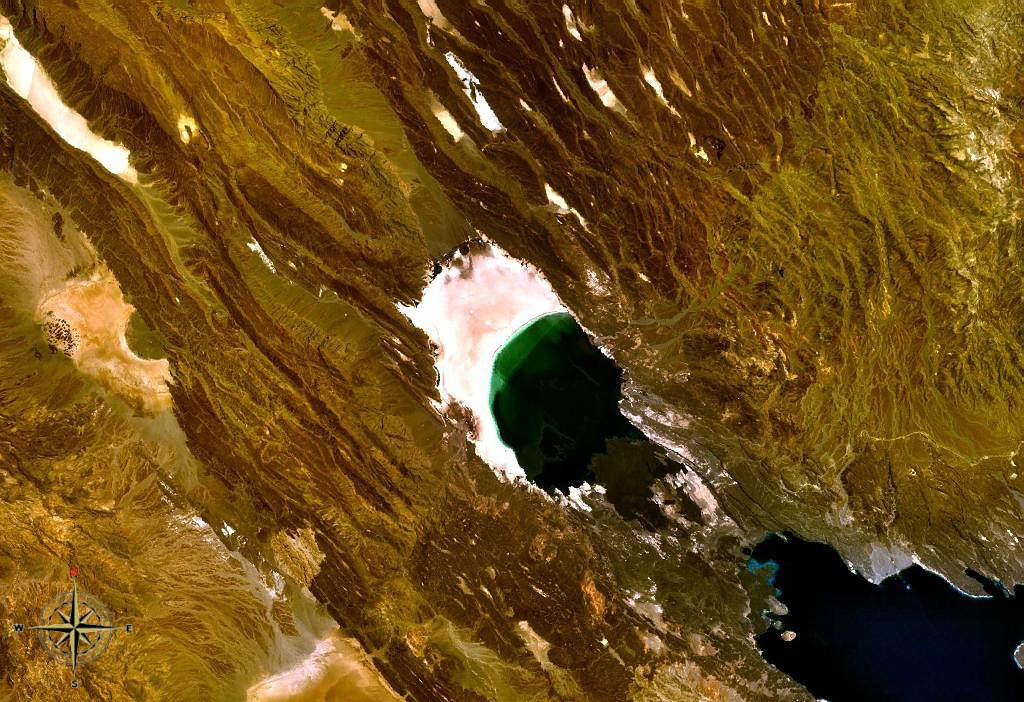
Satellitenbild

Der Assalsee liegt westlich des Golfs von Aden in der Afar-Senke im Zentrum von Dschibuti. Er bedeckt 54 km². Seine Wasseroberfläche liegt bei etwa 157 m unter dem Meeresspiegel, so dass seine Uferbereiche den tiefsten Punkt – also die tiefste Depression – Afrikas bilden.
Er wird hauptsächlich aus unterirdischen Quellen gespeist, die wiederum ihr Wasser aus dem nahen Golf von Aden und damit dem Indischen Ozean beziehen. Nur knapp fünf Kilometer trennen den See vom Golf an seiner schmalsten Stelle.

## Salzgehalt
Der See ist nach dem Gaet'ale im nördlichen Äthiopien das zweit-salzhaltigste Gewässer auf der Erde außerhalb der Antarktis (lediglich in den Antarktischen Trockentälern finden sich einige Seen mit noch höherem Salzgehalt; s. Don-Juan-See).
Sein Salzgehalt ist mit 35 % zehnmal so hoch wie der der Ozeane oder ca. 2 bis 7 Prozentpunkte über dem des Toten Meeres. Der hohe Salzgehalt ist das Resultat der hohen Verdunstung.